# Janvier 1784
Cette page présente les faits marquants du mois de janvier 1784.

## Événements

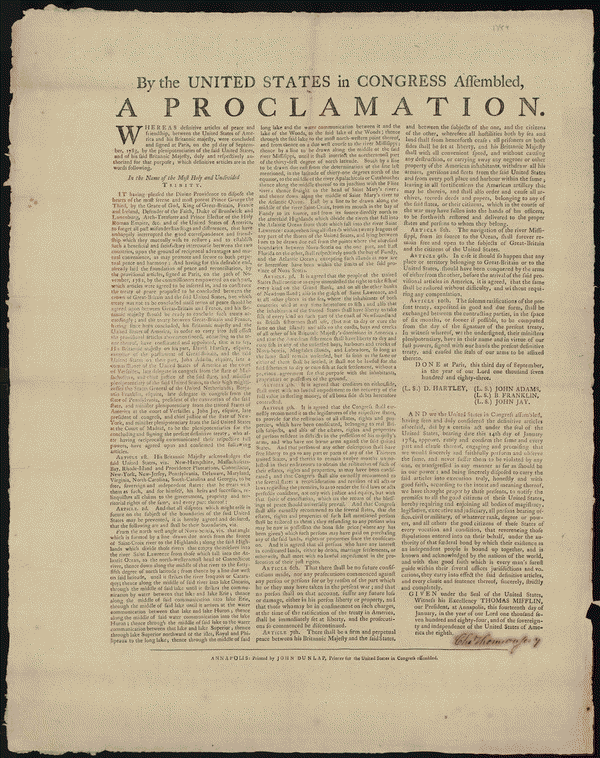
Proclamation de 1784 de la ratification du Traité de Paris par le Congrès des États-Unis à Annapolis, Maryland

- 8 janvier : l'empire ottoman accepte l'annexion de la Crimée par la Russie par une convention signé à Constantinople[1]. En janvier, Potemkine est nommé président du collège de la Guerre, ce qui lui donne la qualité de feld-maréchal[2].
  - L’exode des Tatars de Crimée, qui préfèrent vivre sous la loi turque, abandonne de vastes espaces fertiles à la colonisation russe. Les musulmans du Caucase luttent contre les Russes avec les Tcherkesses jusqu’en 1859.

- 14 janvier : ratification par le Congrès des États-Unis du premier traité de paix entre les États-Unis et la Grande-Bretagne[3].

- 15 janvier :
  - création de l’Asiatic Society of Bengal à Calcutta par l’orientaliste Sir William Jones, qui donne une interprétation classique de la civilisation ancienne de l’Inde comparable à celle de la Grèce[4]. Cet âge d’Or de la civilisation hindoue aurait été détruite par les invasions musulmanes.
  - En Toscane, les biens des couvents et confréries dissous sont utilisés à créer des patrimoines diocésains destinés à mieux rétribuer les curés et les desservants[5].

- 29 janvier : prise de Mangalore par le sultan du Mysore Tippoo-Sahib[6].

## Naissances
- 4 janvier : François Rude, sculpteur français († 3 novembre 1855).
- 16 janvier : Joseph Warlencourt, peintre belge († 7 novembre 1845).